# Ronald Lamola
Ronald Ozzy Lamola, né le 21 novembre 1983 à Bushbuckridge au Transvaal en Afrique du Sud, est un avocat et un homme politique sud-africain, membre du Congrès national africain (ANC), membre du parlement depuis le 22 mai 2019, ministre de la Justice et des Services correctionnels du 30 mai 2019 au 30 juin 2024 dans le deuxième gouvernement de Cyril Ramaphosa. Il est ministre des relations internationales et de la coopération depuis le 30 juin 2024 dans le troisième gouvernement de Cyril Ramaphosa.
Membre du comité exécutif national de l'ANC depuis 2017, Lamola a été vice-président de la Ligue de jeunesse du Congrès national africain.  

## Biographie
Titulaire d'un baccalauréat en droit de l'université du Venda (2005), d'une capacité en droit (2006) et d'un certificat d'études supérieures en droit des sociétés (2008) de l'université d'Afrique du Sud, il est également diplômé d'un certificat d'études supérieures en droit bancaire et marchés financiers et d'une maîtrise en droit des sociétés de l'université de Pretoria (2013-2014) et titulaire d’un double Master en droit des sociétés et en droit extractif de l’université de Pretoria (2018).
Ronald Ozzy Lamola est né le 21 novembre 1983 à Bushbuckridge et a rejoint la Ligue de la jeunesse de l'ANC à l'âge de 13 ans en 1996. 
Durant ses études à l’Université du Venda, il est élu président du conseil des représentants des étudiants (SRC) et président du Congrès des étudiants sud-africains au Limpopo.
Avocat chez TMN Kgomo and Associates en 2006, il devient en 2009 le directeur général des services de la municipalité locale de Govan Mbeki. 
De 2009 à 2011, il est chef de cabinet du ministre du Mpumalanga chargé de la culture, des sports et des loisirs puis brièvement porte-parole par intérim du Premier ministre provincial, David Mabuza.
Vice-président de la ligue de la jeunesse du Congrès national africain, il travaille alors au côté de Julius Malema, le président de la Ligue, jusqu'à l’expulsion de celui-ci en 2011. Lamola est lui-même sanctionné, avec d'autres membres de la Ligue, pour avoir « jeté le discrédit sur le parti » en suggérant d’instaurer un changement de régime au Mozambique. 
Éloigné de la scène politique, Lamola fonde alors son propre cabinet d'avocat. Opposant interne à l’ancien président Jacob Zuma, il soutient Kgalema Motlanthe en 2012 pour prendra la tête de l'ANC face à Zuma et en appelle à la démission de ce dernier à la suite de plusieurs scandales mettant en cause la probité du président sud-africain. En 2017, il soutient publiquement Cyril Ramaphosa pour prendre la présidence de l'ANC.

## Sources
- Patrick Ndungidi et AFP, « Afrique du Sud: Ronald Lamola, 36 ans, nouveau ministre de la justice », Africanshapers,‎ 30 mai 2019 (lire en ligne).
- Biographie officielle